# Andre Geim
Andre Geim (en russe : Андрей Константинович Гейм, Andreï Konstantinovitch Gueïm), né le 21 octobre 1958 à Sotchi alors en URSS, est un physicien britannique d'origine russe. Il est corécipiendaire du prix Nobel de physique en 2010 avec Konstantin Novoselov.

## Biographie
Andre Konstantinovich Geim, né à Sotchi de parents d'origine allemande de la Volga, tous deux ingénieurs, grandit à Naltchik dans la république de Kabardino-Balkarie. Du fait de ses origines allemandes, il éprouve des difficultés à intégrer l'université russe, et doit un temps travailler comme ajusteur dans une usine de Naltchik,. Après deux échecs à l'entrée, il intègre finalement l'Institut de physique et de technologie de Moscou puis l'Institut de physique du solide (en) de Tchernogolovka où il soutient sa thèse en 1987.
Devant les difficultés de la recherche dans son pays, il fait des stages post-doctoraux à l'étranger où il travaille à l'université de Nottingham, à l'université de Bath et enfin à l'université de Copenhague avant de devenir un professeur associé de l'université Radboud de Nimègue aux Pays-Bas (pays dont il obtient la nationalité). En 2001, il obtient un poste de professeur à l'École de Physique et d'Astronomie de l'Université de Manchester et devient directeur du Manchester Centre for Mesoscience and Nanotechnology.
Andre Geim a la particularité, unique à ce jour,, d'avoir remporté à la fois un prix Nobel (le prix Nobel de physique, en 2010) et un Prix Ig Nobel (prix parodique décerné à des personnes dont les « découvertes » ou les « accomplissements » peuvent apparaître bizarres, drôles ou absurdes, le prix Ig Nobel de physique en 2000). Il obtient le prix Ig Nobel de physique en 2000 avec Sir Michael Berry de l'université de Bristol (Royaume-Uni), pour l'utilisation d'aimants pour faire léviter une grenouille.

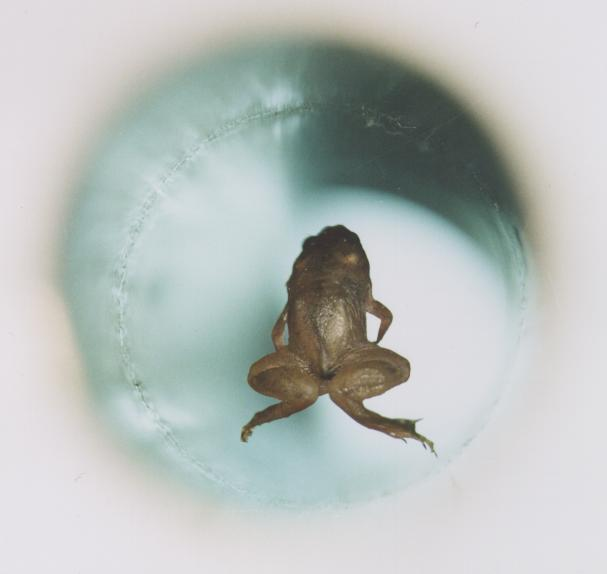
Lévitation magnétique d'une grenouille vivante, expérience qui a permis à André Geim et Michael Berry de recevoir le prix Ig Nobel.
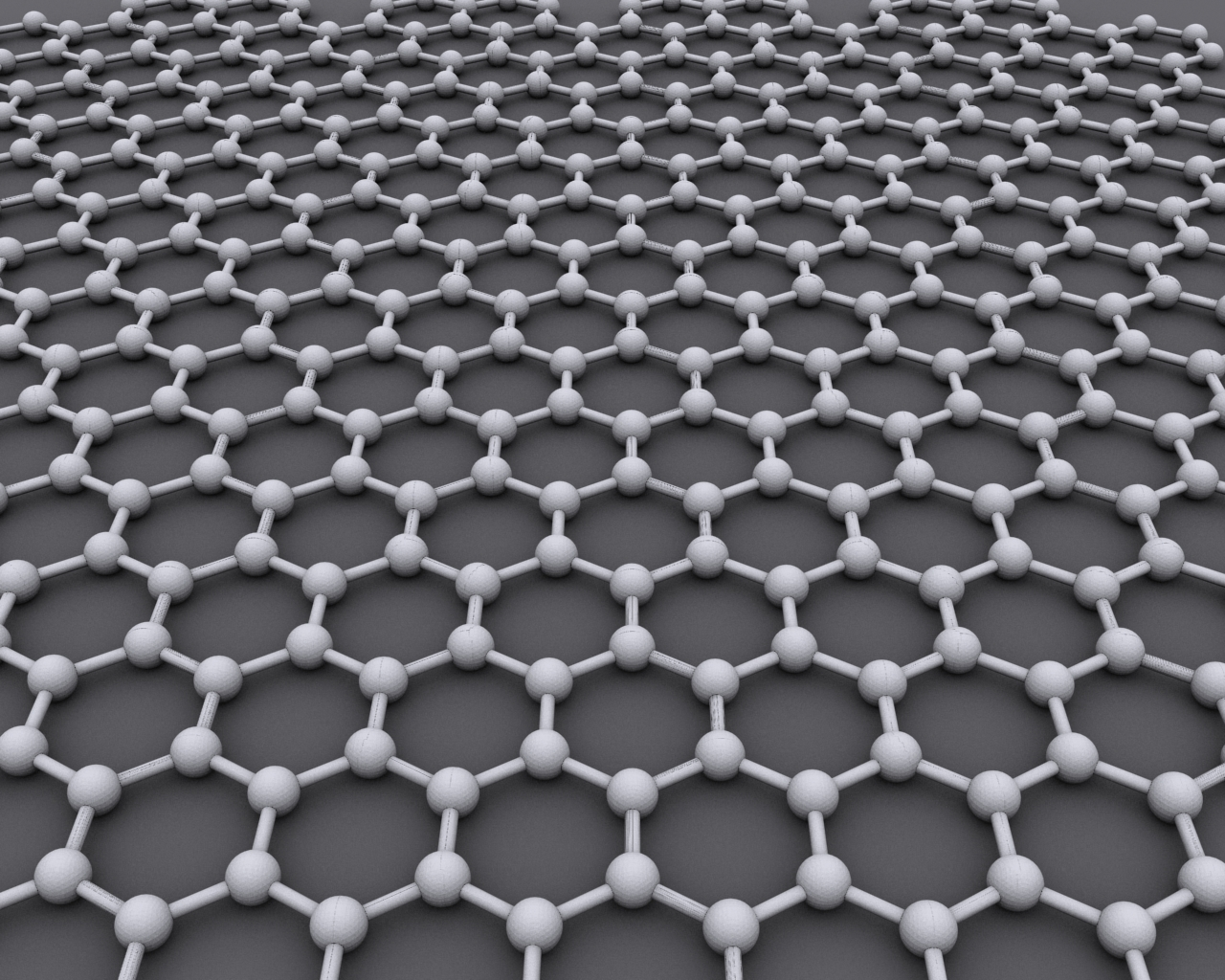
À une échelle atomique, le graphène a des atomes de carbone organisés comme une structure en alvéoles de nid d'abeilles.

En décembre 2011, il est fait Chevalier britannique, pour services rendus à la science.

## Apports scientifiques
Grâce à sa découverte en 2004 du graphène au sein du graphite et des propriétés physiques et électrophysiques particulières de cette nouvelle forme cristalline du carbone,, il obtient en 2010 le prix Nobel de physique pour ses « expériences révolutionnaires sur les matériaux bidimensionnels en graphène ».

## Prix et distinctions
- 2000 : Prix Ig Nobel (prix parodique)
- 2007 : Prix Mott (en)
- 2010 : Prix Nobel de physique
- 2010 : Médaille Hughes
- 2010 : Docteur honoris causa de l'université d'Anvers[12]
- 2011 : Obtention du titre britannique de Knight Bachelor

## Décorations
- Commandeur de l'ordre du Lion néerlandais